# Super Aguri F1
Super Aguri a fost o echipă de Formula 1 fondată în 2005 de către fostul pilot de Formula 1 Aguri Suzuki cu sprijinul companiei Honda. Debutul oficial în cursele de Formula 1 s-a făcut în martie 2006 cu ocazia Marelui Premiu al Bahrainului cu piloții Takuma Sato și Yuji Ide.
Deși echipa a fost una japoneză, ea a operat din Marea Britanie unde a folosit fosta fabrică a echipei Arrows. De fapt, în 2006, Super Aguri a folosit un șasiu Arrows adaptat cerințelor regulamentului, pe care a montat un motor Honda.

## Istoric
Primul sezon al echipei Super Aguri în Campionatul Mondial de Formula 1 a fost unul deosebit de dificil. Încorporată în grabă, chiar înainte de Marele Premiu al Japoniei 2005, echipa nu a avut deloc timp pentru construcția unui șasiu propriu. Deși multă lume se aștepta ca Super Aguri să folosească șasiurile BAR 007 folosite de fosta echipă BAR Honda în 2006, acest lucru nu a fost posibil. În aceste condiții singura șansă rămânea achiziția ultimelor șasiuri folosite de echipa Arrows în Formula 1 înainte ca aceasta să se închidă. Erau însă șasiuri vechi de patru ani, care trebuiau aduse la zi, pe cât posibil, pentru a primi acceptul FIA pentru a concura în 2006.
Deși a fost o muncă colosală Super Aguri s-a achitat bine de sarcini, iar în martie era deja de competiție.
Tot sezonul a fost petrecut în coada grilei în calificări și în coada plutonului în cursă. Totuși, cursă de cursă, Super Aguri reducea distanța care o separa de restul echipelor.
Cea mai bună performanță a anului a fost obținută în ultima cursă, Marele Premiu al Braziliei, când Takuma Sato a terminat al zecelea, cel mai bun timp al său fiind al nouălea cel mai rapid al cursei.

## Palmares în Formula 1
| Sezon | Piloți                                                                                       | Șasiu                             | Motor               | Puncte | Loc |
| ----- | -------------------------------------------------------------------------------------------- | --------------------------------- | ------------------- | ------ | --- |
| 2008  | Takuma Sato (4 curse) Anthony Davidson (4 curse)                                             | Super Aguri SA08                  | Honda RA808E 2.4 V8 | 0      | 11  |
| 2007  | Takuma Sato (17 curse) Anthony Davidson (17 curse)                                           | Super Aguri SA07                  | Honda RA807E 2.4 V8 | 4      | 9   |
| 2006  | Takuma Sato (18 curse) Franck Montagny (7 curse) Sakon Yamamoto (7 curse) Yuji Ide (4 curse) | Super Aguri SA05 Super Aguri SA06 | Honda RA806E V8     | 0      | 11  |